# Verbandsgemeinde Wöllstein
Die Verbandsgemeinde Wöllstein ist eine rheinland-pfälzische Verbandsgemeinde im Landkreis Alzey-Worms. Ihr gehören acht eigenständige Ortsgemeinden an.
Von Juni 2019 bis Dezember 2024 hatte die Verbandsgemeindeverwaltung ihren vorübergehenden Sitz im Wißbergforum in Gau-Bickelheim.
Das Verwaltungsgebiet liegt in Rheinhessen etwa zwischen Bad Kreuznach und Alzey und an der Bundesautobahn 61.

## Verbandsangehörige Gemeinden
| Ortsgemeinde               | Fläche (km²) | Einwohner |
| -------------------------- | ------------ | --------- |
| Eckelsheim                 | 4,92         | 376       |
| Gau-Bickelheim             | 7,99         | 2.171     |
| Gumbsheim                  | 3,34         | 606       |
| Siefersheim                | 6,28         | 1.249     |
| Stein-Bockenheim           | 5,55         | 654       |
| Wendelsheim                | 12,56        | 1.455     |
| Wöllstein                  | 12,00        | 4.752     |
| Wonsheim                   | 8,79         | 964       |
| Verbandsgemeinde Wöllstein | 61,44        | 12.227    |

(Einwohner am 31. Dezember 2023)

## Bevölkerungsentwicklung
Die Entwicklung der Einwohnerzahl bezogen auf das Gebiet der heutigen Verbandsgemeinde Wöllstein; die Werte von 1871 bis 1987 beruhen auf Volkszählungen:
| Jahr | Einwohner |
| ---- | --------- |
| 1815 | 4.731     |
| 1835 | 6.562     |
| 1871 | 6.209     |
| 1905 | 6.843     |
| 1939 | 6.402     |
| 1950 | 7.516     |

| Jahr | Einwohner |
| ---- | --------- |
| 1961 | 7.505     |
| 1970 | 7.655     |
| 1987 | 8.502     |
| 1997 | 11.027    |
| 2005 | 11.939    |
| 2023 | 12.227    |

## Verbandsgemeinderat
Der Verbandsgemeinderat Wöllstein besteht aus 28 ehrenamtlichen Ratsmitgliedern, die bei der Kommunalwahl am 9. Juni 2024 in einer personalisierten Verhältniswahl gewählt wurden, und dem hauptamtlichen Bürgermeister als Vorsitzendem.
Die Sitzverteilung im Verbandsgemeinderat:
| Wahl | SPD | CDU | GRÜNE | FDP | FWG | Gesamt   |
| ---- | --- | --- | ----- | --- | --- | -------- |
| 2024 | 9   | 8   | 2     | 2   | 7   | 28 Sitze |
| 2019 | 10  | 9   | 3     | 1   | 5   | 28 Sitze |
| 2014 | 10  | 11  | 2     | 1   | 4   | 28 Sitze |
| 2009 | 11  | 10  | 1     | 2   | 4   | 28 Sitze |
| 2004 | 10  | 11  | 1     | 1   | 5   | 28 Sitze |

- FWG = Freie Wählergruppe in der Verbandsgemeinde Wöllstein e. V.

## Bürgermeister
Hauptamtlicher Bürgermeister der Verbandsgemeinde Wöllstein ist Gerd Rocker (SPD). Bei der Direktwahl am 24. September 2017 wurde er mit einem Stimmenanteil von 57,71 % für weitere acht Jahre in seinem Amt bestätigt.

## Wappen
| Wappen von Verbandsgemeinde Wöllstein | Blasonierung: „In von Blau und Gold vierfach geständertem Schildbord in viergeteiltem Schild oben rechts in Rot ein silbernes sechsspeichiges Rad, oben links in silbernem mit acht blauen Kreuzen bestreutem Feld ein steigender rotgekrönter und rotbewehrter blauer Löwe, unten rechts in Gold ein roter Reichsapfel und unten links in Blau eine hängende goldene Traube mit zwei goldenen Blättern.“ |
| Wappen von Verbandsgemeinde Wöllstein | Die Verbandsgemeinde Wöllstein erhielt 1978 die Genehmigung, ein eigenes Wappen zu führen. Das Wappen wurde von Heinz Leitermann entworfen. |

## Weinmajestäten der Verbandsgemeinde Wöllstein
Weinmajestäten der Verbandsgemeinde Wöllstein wurden erstmals im Mai 2013 gewählt und repräsentieren seither den Wein, die Kultur und die Lebensfreude der Verbandsgemeinde.
| Jahrgang  | Weinkönigin         | Heimatdorf  | Weinprinzessinnen                                            |
| --------- | ------------------- | ----------- | ------------------------------------------------------------ |
| 2013/2014 | Mirjam Zydziun      | Siefersheim | Theresa Schmidt (Gumbsheim) & Carina Mann (Stein-Bockenheim) |
| 2014/2015 | Carolin Wagner      | Siefersheim | Kerstin Mees (Stein-Bockenheim)                              |
| 2015/2016 | Esther Mayer        | Gumbsheim   | Kirsten Vestner (Wöllstein)                                  |
| 2016/2017 | Relana Kranz        | Wendelsheim | Lara Gebert (Siefersheim)                                    |
| 2017/2018 | Eva Müller          | Wöllstein   | Sophie Zimmermann (Siefersheim)                              |
| 2018/2019 | Annika Schaus       | Wendelsheim | Beatrice Bullert (Wöllstein)                                 |
| 2019/2021 | Fabienne Friedrichs | Wöllstein   | Isabell Gallon (Eckelsheim)                                  |